# Ganja & Hess
Ganja & Hess es una película estadounidense de 1973 de cine experimental, escrita y dirigida por Bill Gunn y protagonizada por Duane Jones. Emmarcada en el género de terror, narra la transformación en vampiro de un antropólogo afroamericano, el Dr. Hess, y su relación con su asistenta, Ganja.
Considerada una película de culto del blaxploitation, la cinta se proyectó en el Festival de Cannes, donde fue elegida como una de las diez mejores películas estadounidenses de la década. 
En 2014 Spike Lee dirigió una nueva versión titulada Da Sweet Blood of Jesus.

## Reparto
- Duane Jones como Dr. Hess Green
- Marlene Clark como Ganja Meda.
- Bill Gunn como George Meda.
- Sam Waymon como Reverendeo Luther Williams.
- Leonard Jackson como Archie.
- Mabel King como Reina de Myrthia.
- William Gaddis (cameo).

## Argumento
Un antropólogo afroamericano, el Doctor Hess Green (Duane Jones), es apuñalado por su ayudante, George Meda (Bill Gunn), con una daga ceremonial, procedente de las excavaciones de Myrthia, una antigua civilización africana. Tras el ataque, Hess descubre que los gérmenes de la daga le han convertido en un vampiro sediento de sangre. Cuando Meda se suicida, Hess inicia un romance con la viuda de su ayudante, Ganja (Marlene Clark), a la que también transformará en vampira.

## Producción
Tras el éxito de Blacula en 1972, la productora independiente Kelly-Jordan Enterprises encargó a William Gunn una película basada en el personaje de un vampiro afroamericano, con un presupuesto de 350.000 dólares. Gunn, quien por entonces era básicamente conocido como dramaturgo, declaró posteriormente su desinterés en la idea del vampiro negro, aunque dijo haber aceptado el proyecto con la intención de usar el argumento del vampirismo como metáfora de las adicciones.
La fotografía principal tuvo lugar en el estado de Nueva York, entre Apple Bee Farms, en Croton-on-Hudson, y el Museo Brooklyn de la ciudad de Nueva York.

## Estreno y recepción
La película se estrenó en Estados Unidos el 20 de abril de 1973. Fue seleccionada para la Semana de la Crítica del Festival de Cannes de ese año, donde fue elegida como una de las diez mejores películas estadounidenses de la década. A pesar de las buenas críticas, tuvo escaso éxito comercial entre el público.

## Legado y versiones
La productora, Kelly and Jordan, descontenta con el trabajo experimental de Bill Gunn y con su pobre rendimiento en taquilla, vendió los derechos de la película a Heritage Enterprises. Esta distribuidora realizó una reedición con un metraje más corto, a pesar de incluir 15 minutos de material inédito, que fue relanzada con el título Blood Couple. En 1975 Goldstone Films exhibió en cines este nuevo montaje, con el título Double Possession. A lo largo de los años la película se comercializó en el mercado doméstico, en VHS, con distintas ediciones y hasta seis títulos diferentes, incluyendo los citados.
Una copia del montaje original se conserva en el Museo de Arte Moderno (MoMA). Convertida en película de culto, se la considera un referente del cine afroamericano y del cine experimental de terror. En 1998, coincidiendo con el 25 aniversario de su estreno, la versión primitiva se comercializó por primera vez en formato doméstico, con su lanzamiento en DVD.
En 2015 se estrenó una nueva versión titulada Da Sweet Blood of Jesus, dirigida por Spike Lee.